# Campeonato Sul-Americano de Hóquei sobre a grama Feminino de 2016
O Campeonato Sul-Americano de Hóquei sobre a grama Feminino de 2016 foi a sétima edição deste torneio, administrado e patrocinado pela Federação Pan-Americana de Hóquei (PAHF). A sede foi o Peru, cuja cidade de Chiclayo recebeu as partidas.
A equipe do Uruguai conquistou o seu primeiro título desta competição.

## Regulamento e participantes
A competição teve uma fase, sendo esta então disputada no sistema de pontos corridos, com todas as seleções se enfrentando. Sagrou-se campeã a equipe com maior número de pontos conquistados, ao final das cinco rodadas.
Cinco países participaram desta competição. Além do Peru, como nação anfitriã, estavam também presentes as equipes de Brasil, Chile, Paraguai e Uruguai.

### Liga Mundial de Hóquei Feminino - Round 1
O Campeonato Sul-Americano de 2016 fez parte da primeira etapa da Liga Mundial de Hóquei Feminino na temporada 2016/2017, torneio este administrado pela Federação Internacional de Hóquei (FIH), que mais adiante outorgaria vagas à Copa do Mundo de 2018 (com sede em Londres).
O torneio realizado no Peru ofertou vagas diretas para o Round 2 da competência mundial (a ser realizada em Vancouver), sendo elas atribuídas às suas duas primeiras colocadas. Por esta razão, a Argentina não participou da competição em Chiclayo, uma vez que já estava qualificada ao Round 3 (fase semi-final) da citada Liga Mundial.

## Jogos
Seguem-se, abaixo, as partidas realizadas nesta competição.

### Fase única
1ª rodada
| 30 de setembro |              |          |         |  |  |
| Brasil         | 0–0 (pe:6-5) | Paraguai | Reporte |  |  |

| 30 de setembro |     |      |         |  |  |
| Uruguai        | 8–0 | Peru | Reporte |  |  |

2ª rodada
| 2 de outubro |     |          |         |  |  |
| Uruguai      | 8–0 | Paraguai | Reporte |  |  |

| 2 de outubro |     |      |         |  |  |
| Chile        | 8–0 | Peru | Reporte |  |  |

3ª rodada
| 4 de outubro |     |       |         |  |  |
| Brasil       | 0–8 | Chile | Reporte |  |  |

| 4 de outubro |     |      |         |  |  |
| Paraguai     | 1–0 | Peru | Reporte |  |  |

4ª rodada
| 6 de outubro |     |          |         |  |  |
| Chile        | 8–0 | Paraguai | Reporte |  |  |

| 6 de outubro |     |         |         |  |  |
| Brasil       | 0–2 | Uruguai | Reporte |  |  |

5ª rodada
| 8 de outubro |     |       |         |  |  |
| Uruguai      | 1–0 | Chile | Reporte |  |  |

| 8 de outubro |     |        |         |  |  |
| Peru         | 0–2 | Brasil | Reporte |  |  |

#### Classificação final
| Equipe   | Pts | J | V | Vp | Dp | D | GF | GC | Saldo |
| -------- | --- | - | - | -- | -- | - | -- | -- | ----- |
| Uruguai  | 12  | 4 | 4 | 0  | 0  | 0 | 19 | 0  | +19   |
| Chile    | 9   | 4 | 3 | 0  | 0  | 1 | 24 | 1  | +23   |
| Brasil   | 5   | 4 | 1 | 1  | 0  | 2 | 2  | 10 | -8    |
| Paraguai | 4   | 4 | 1 | 0  | 1  | 3 | 1  | 16 | -15   |
| Peru     | 0   | 4 | 0 | 0  | 0  | 4 | 0  | 19 | -19   |

- Convenções: Pts = pontos, J = jogos, V = vitórias, Vp = vitórias (nos pênaltis), Dp = derrotas (nos pênaltis), D = derrotas, GF = gols feitos, GC = gols contra, Saldo = diferença de gols.
- Critérios de pontuação: vitória = 3, vitória (nos pênaltis) = 2, derrota (nos pênaltis) = 1, derrota = 0.
- Com os resultados obtidos, Uruguai e Chile qualificaram-se para o Round 2 da Liga Mundial de Hóquei Feminino na temporada 2016/2017.

## Título
| Campeonato Sul-Americano de 2016 Hóquei sobre a grama feminino |
| -------------------------------------------------------------- |
| Uruguai Campeão (1º título)                                    |